# Antica diocesi di Västerås
La diocesi di Västerås (in latino: Dioecesis Arosiensis) è una sede soppressa della Chiesa cattolica, poi divenuta una sede della Chiesa di Svezia.

## Territorio
La diocesi comprendeva la contea di Västmanland e parte delle contee di Dalarna e di Örebro.
Sede vescovile era la città di Västerås, dove si trovava la cattedrale.

## Storia
La diocesi fu eretta attorno alla metà dell'XI secolo col nome di diocesi di Munktorp. Verso il 1100 la sede vescovile fu trasferita a Västerås e la diocesi assunse il nuovo nome di Västerås.
Originariamente suffraganea dell'arcidiocesi di Amburgo-Brema, nel 1104 divenne suffraganea di Lund e nel 1164 entrò a far parte della provincia ecclesiastica dell'arcidiocesi di Uppsala.
Nel 1134 incorporò parte della diocesi di Sigtuna, eretta attorno al 1060/1066, quando la città di Sigtuna fu per un certo periodo centro del potere regio.
L'ultimo vescovo in comunione con la Santa Sede fu Peder Månsson, morto nel 1534.

## Cronotassi dei vescovi
- San David di Munktorp † (? - 30 dicembre 1082 deceduto)
- Amund † (menzionato nel 1100)
- Henricus Pauli † (? - 4 giugno 1134 deceduto)
- Petrus Olav † (menzionato nel 1164)
- Richard † (circa 1165 - ?)
- Ilianus † (circa 1172 - 1182 deceduto)
- Aegidius † (1182 - ? deceduto)
- Robertus, O.Cist. † (1213 - 1227 deceduto)
- Benedictus Germundi † (1227 - circa 1233 deceduto)
- Magnus Erik † (1233 - 1257 deceduto)
- Carolus † (1259 - 1267 dimesso)
- Israel Johan Ängel † (1267 - 1284 deceduto)
- Petrus Elavi † (1285 - 1º aprile 1299 deceduto)
- Nils Kettilsson † (gennaio 1300 - 22 aprile 1308 nominato arcivescovo di Uppsala)
- Israel Erlandsson, O.P. † (29 luglio 1309 - ? deceduto)
- Egislus Birgeri, O.P. † (5 maggio 1329 - 1352 deceduto)
- Magnus Eskil † (7 giugno 1353 - 10 agosto 1371 deceduto)
  - Laurentius Boberg † (vescovo eletto)
- Mathias Laurentii † (14 gennaio 1372 - 1379 deceduto)
- Hartlevus Hartlevi † (6 agosto 1379 - 1387 deceduto)
- Beno Henrici Korp † (1388 - ? deceduto)
- Nils † (2 marzo 1395 - 1401 deceduto)
- Petrus Ingevasti † (25 giugno 1403 - 1414 deceduto)
- Navne Jensen † (12 settembre 1414 - 14 luglio 1421 nominato vescovo di Odense)
- Olaus Jacobi Knob † (10 novembre 1421 - 1441 deceduto)
- Achatius Johannis † (1442 consacrato - 17 aprile 1453 deceduto)
- Petrus Mathiae de Vallibus † (24 agosto 1453 - 1454 deceduto)
- Olaus Gunnari † (23 dicembre 1454 - 1461 deceduto)
- Benedictus Knut † (8 gennaio 1462 - 1462 deceduto)
- Birger Månsson † (8 marzo 1463 - 1464 deceduto)
- Ludechinus Abelis † (23 agosto 1465 - 1487 deceduto)
- Olaus Andreae de Vallibus † (5 novembre 1487 - 1500 deceduto)
- Otto Olavi Svinhufvud † (27 agosto 1501 - 1522 deceduto)
- Peder Månsson † (27 aprile 1524 - 1534 deceduto)